# Deutsche Gesellschaft für Suchtpsychologie
Die Deutsche Gesellschaft für Suchtpsychologie e.V. (dg sps) mit Sitz in Köln ist ein gemeinnütziger Verein und wurde im Jahr 2000 gegründet.  Präsident der Gesellschaft ist seit September 2019 Gallus Bischof (Universität Lübeck).

## Aufgaben und Ziele
Der Verein möchte unter anderem die Aus- und Weiterbildung in der Suchtpsychologie verbessern und die psychologisch orientierte Suchtforschung zu Ätiologie, Diagnostik, Behandlung und Prävention von Suchtstörungen intensivieren sowie den fachlichen Meinungsaustausch verbessern.  Hierfür finden u. a. regelmäßig Treffen mit der Psychotherapeutenkammer statt. Der Verein organisiert im Wechsel mit der DG-Sucht den jährlich stattfindenden Deutschen Suchtkongress und veranstaltet regelmäßig thematische Fachtagungen sowie jährlich ein thematisches Treffen leitender Psychologinnen und Psychologen in der Suchtbehandlung. Die Deutsche Gesellschaft für Suchtpsychologie ist Mitglied der Deutschen Hauptstelle für Suchtfragen DHS und des Dachverbandes der deutschen Suchtfachgesellschaften.

## Struktur
Der Vorstand besteht aus 10 Mitgliedern:
- dem Präsidenten: Gallus Bischof[6]
- den zwei Vizepräsidenten: Oliver Kreh und Nikolaus Lange[6][7]
- dem Finanzvorstand: Michael Müller-Mohnssen[6]
- den sechs Besitzer: Angela Buchholz, Patrick Burkard, Wilma Funke,[8] Alfred Uhl, Martin Wallroth und Klaus Wölfling.[6]

## Zeitschrift
Die Gesellschaft veröffentlicht ihre Beiträge in ihrer Fachzeitschrift Suchttherapie (Thieme).